# Comuna Ivănești, Vaslui
Ivănești este o comună în județul Vaslui, Moldova, România, formată din satele Albina, Bleșca, Broșteni, Buscata, Coșca, Coșești, Fundătura Mare, Fundătura Mică, Hârșoveni, Iezerel, Ivănești (reședința), Ursoaia, Valea Mare și Valea Oanei.

## Așezare
Comuna este situată în partea de nord-vest a județului.
Se învecinează la nord cu comuna Oșești, la nord-est cu comuna Delești, la est cu comunele Laza și Poienești, la vest cu comuna Dragomirești și la nord-vest cu comuna Pungești.
Este așezată pe drumul național Vaslui-Bacău, fiind la o distanță de 25 km, de reședința județului, Vaslui. 
Se află în plin podiș moldovenesc, fiind străbătută de văi ce se deschid în valea Racovei. 

## Demografie
Componența etnică a comunei Ivănești
     Români (91,73%)
     Alte etnii (0,44%)
     Necunoscută (7,83%)
Componența confesională a comunei Ivănești
     Ortodocși (91,06%)
     Alte religii (0,86%)
     Necunoscută (8,09%)
Conform recensământului efectuat în 2021, populația comunei Ivănești se ridică la 3.857 de locuitori, în scădere față de recensământul anterior din 2011, când fuseseră înregistrați 4.495 de locuitori. Majoritatea locuitorilor sunt români (91,73%), iar pentru 7,83% nu se cunoaște apartenența etnică. Din punct de vedere confesional, majoritatea locuitorilor sunt ortodocși (91,06%), iar pentru 8,09% nu se cunoaște apartenența confesională.

## Istorie
La sfârșitul secolului al XIX-lea, comuna făcea parte din plasa Racova a județului Vaslui și era alcătuită din satele Broșteni, Buscata, Chilia, Iezerel (Iezeru), Ivănești (Hușeni), Golgofta, Valea Cânepei și Valea Mare, cu o populație de 1252 de locuitori. În comună exista o școală mixtă și trei biserici. La acea vreme, pe teritoriul actual al comunei, funcționa în aceiași plasă și comuna Coșești, care era alcătuită din satele Coșești, Coșca, Ezerul, Fundătura și Valea Oanei (Valea Onei), cu o populație de 1144 de locuitori. În comună funcționa două biserici și o școală mixtă.
Anuarul Socec din 1925 consemnează comunele în plasa Pungești din același județ. Comuna Ivănești avea o populație de 2068 de locuitori, iar comuna Coșești – 1282 (în satele Coșca, Coșești, Fundătura și Valea Oanei).
În anul 1950, comuna a trecut în administrația raionului Vaslui din regiunea Bârlad și (după 1956) din regiunea Iași. În acest timp, comuna Coșești a fost desființată și inclusă în comuna Ivănești. În anul 1968, comuna a trecut la județul Vaslui, reînființat; fiindu-i alipite între timp și satele Albina, Bleșca și Ursoaia (anterior la fosta comună Armășoaia, desființată) precum și satul Hârșoveni (anterior la comuna Poienești), iar satele Golgofta, Valea Cânepei și Chilia au fost desființate și contopite cu satul Ivănești.

## Politică și administrație
Comuna Ivănești este administrată de un primar și un consiliu local compus din 13 consilieri. Primarul, Vasile Novac[*], de la Partidul Social Democrat, este în funcție din 2012. Începând cu alegerile locale din 2024, consiliul local are următoarea componență pe partide politice:
|  | Partid                          | Consilieri | Componența Consiliului | Componența Consiliului | Componența Consiliului | Componența Consiliului | Componența Consiliului | Componența Consiliului | Componența Consiliului | Componența Consiliului | Componența Consiliului |
|  | ------------------------------- | ---------- | ---------------------- | ---------------------- | ---------------------- | ---------------------- | ---------------------- | ---------------------- | ---------------------- | ---------------------- | ---------------------- |
|  | Partidul Social Democrat        | 9          |                        |                        |                        |                        |                        |                        |                        |                        |                        |
|  | Alianța pentru Unirea Românilor | 2          |                        |                        |                        |                        |                        |                        |                        |                        |                        |
|  | Partidul Național Liberal       | 1          |                        |                        |                        |                        |                        |                        |                        |                        |                        |
|  | Partidul PRO România            | 1          |                        |                        |                        |                        |                        |                        |                        |                        |                        |

## Personalități născute aici
- Constantin Cihodaru (1907 - 1994), istoric;
- Petrică Cărare (n. 1963), wrestler.